# Aegis (zbraňový systém)

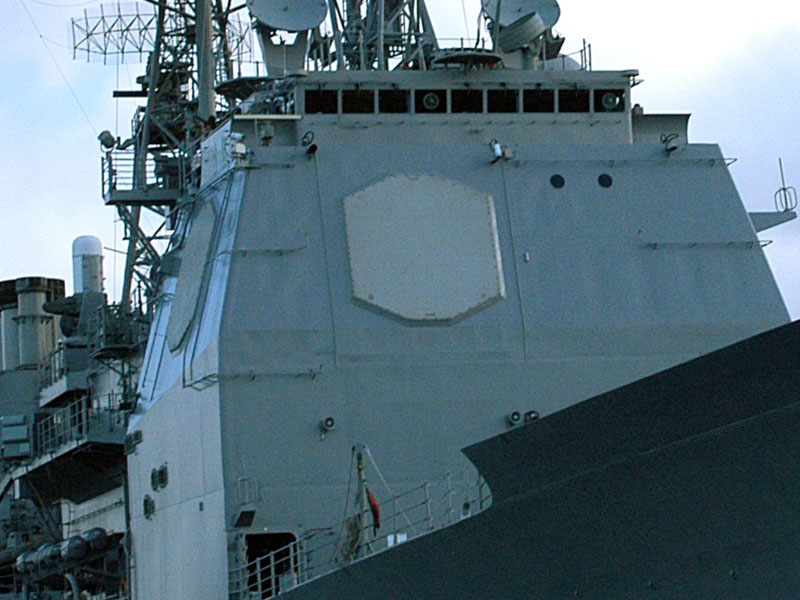
Dvojice osmiúhelníků na nástavbě raketového křižníku třídy Ticonderoga patří radaru AN/SPY-1

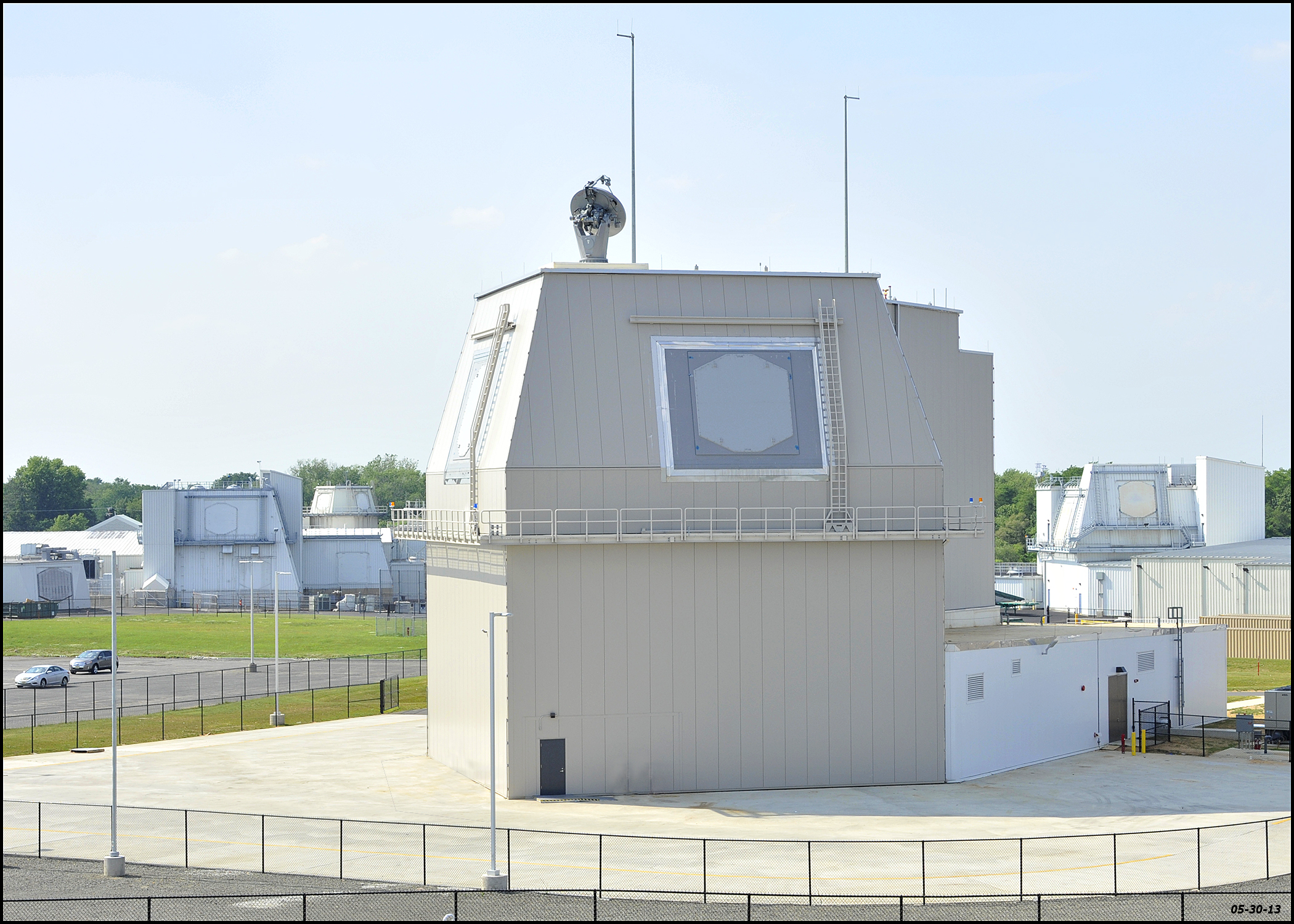
Pozemní verze systému Aegis Ashore

Aegis je americký integrovaný systém protivzdušné obrany, vyvinutý v době studené války, pro zajištění obrany amerických úderných svazů (a zejména letadlových lodí) před hromadným útokem sovětských nadzvukových protilodních střel.
Vývoj systému byl zahájen v roce 1964, přičemž první lodí systémem vybavenou byl v roce 1983 raketový křižník USS Ticonderoga. V současnosti systém provozují též Španělské námořnictvo, Japonské námořní síly sebeobrany, Norské královské námořnictvo a námořnictvo Korejské republiky. Australské námořnictvo systémem vybaví právě stavěné torpédoborce třídy Hobart. Systémem je nyní vybaveno cca 100 válečných lodí. Vyrábí ho zbrojní koncern Lockheed Martin.
Dne 12. května 2016 byl zahájen provoz prvního pozemního systému Aegis Ashore Missile Defense System vybudovaného v Deveselu v Rumunsku jako součást protiraketové obrany. Druhý systém Aegis Ashore byl umístěn v Polsku. O dva systémy Aegis Ashore má zájem rovněž Japonsko.
Název systému je odkazem na řeckou mytologii, protože v ní je Aegis štít, který vlastnil bůh Zeus.

## Charakteristika

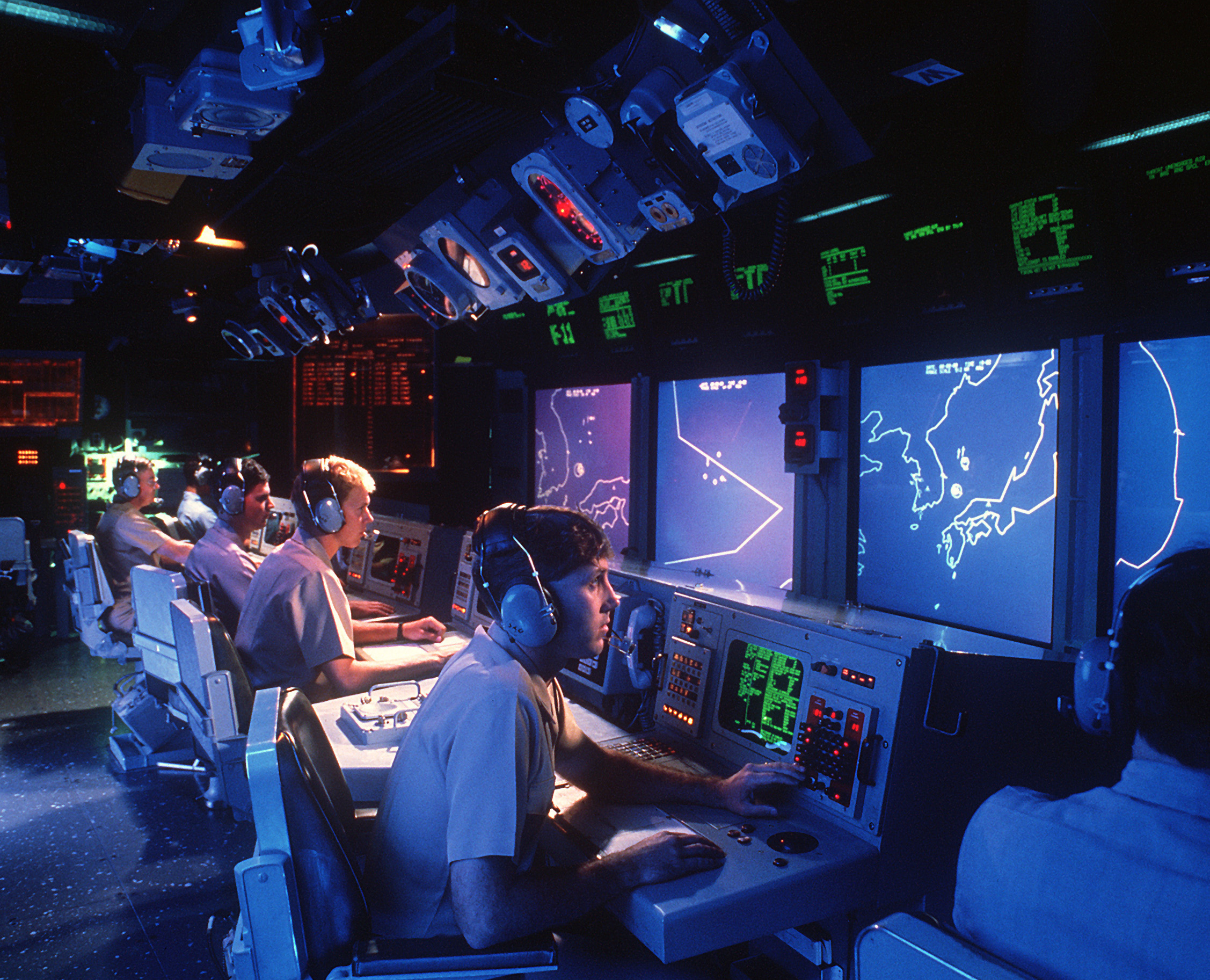
Obrazovky systému Aegis na křižníku USS Vincennes

Hlavní komponenty systému Aegis tvoří řízené střely, jejich odpalovací zařízení, systém řízení palby a radar. Systém používá třídimenzionální radar typu AN/SPY-1, který mu umožňuje sledovat až 200 cílů současně. Radar se pozná podle čtyř sfázovaných osmiúhelníkových matic, umístěných na bocích nástavby. Každou tvoří 4100 sfázovaných prvků, které jsou malými radarovými vysílači. Spínány mohou být současně různé skupiny prvků a vytvářet několik paralelních kanálů současně. Systém je tak mnohem účinnější než starší radary s otočnou anténou.
Systém řízení palby cíle sleduje a vybírá rovněž vhodnou zbraň k jejich napadení. Díky datovému propojení jednotlivých plavidel uskupení může systém řídit obranu celé flotily. Může využívat data ze senzorů jiných lodí či třeba vrtulníků a následně k obraně vybrat nejvhodněji umístěný zbraňový systém, i když se nachází na palubě jiné lodi svazu. Může se jednat jak o řízené střely, tak kanóny a systémy blízké obrany.
Prvních pět lodí se systémem Aegis (křižníky CG-47 až CG-51) neslo dvě dvojitá odpalovací zařízení řízených střel typu Mk 26, která nyní již zcela vytlačila modernější vertikální odpalovací zařízení Mk 41. Jeden komplet má u amerických křižníků 61 vypouštěcích buněk, zatímco menší torpédoborce jich nesou 29. Ve vertikálních vypouštěcích silech mohou být střely s plochou dráhou letu Tomahawk, protiponorkové střely VL-ASROC, protiletadlové řízené střely Standard SM-2MR, ESSM a konečně vyvíjené střely Standard SM-3, použitelné proti balistickým raketám krátkého a středního dosahu.
21. února 2008 se raketovému křižníku USS Lake Erie podařilo jedinou střelou SM-3 (blok IB) sestřelit selhavší satelit USA-193 na nízké oběžné dráze ve výšce 247 km nad Tichým oceánem.

## Uživatelé

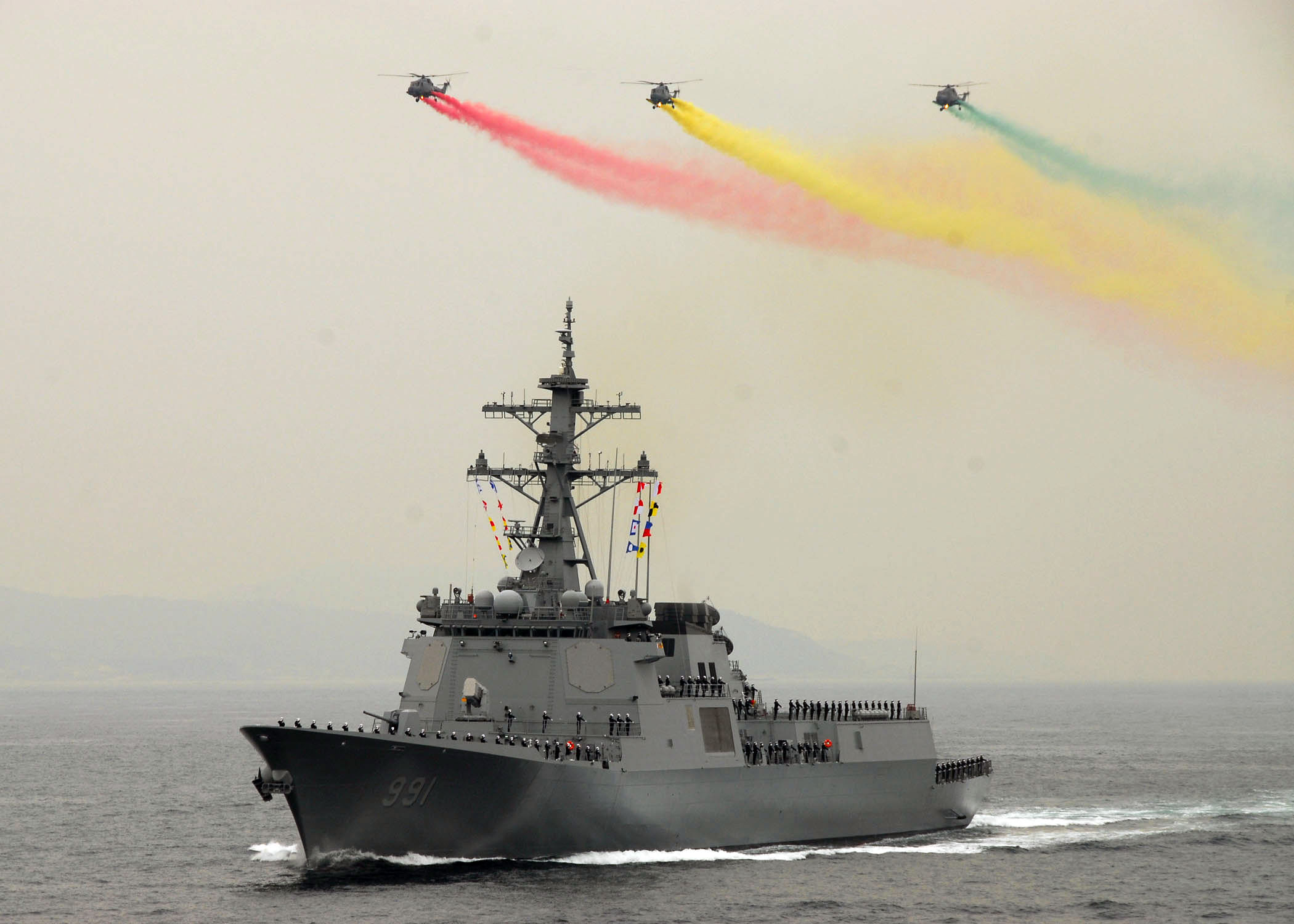
Jihokorejský torpédoborec třídy KDX-III

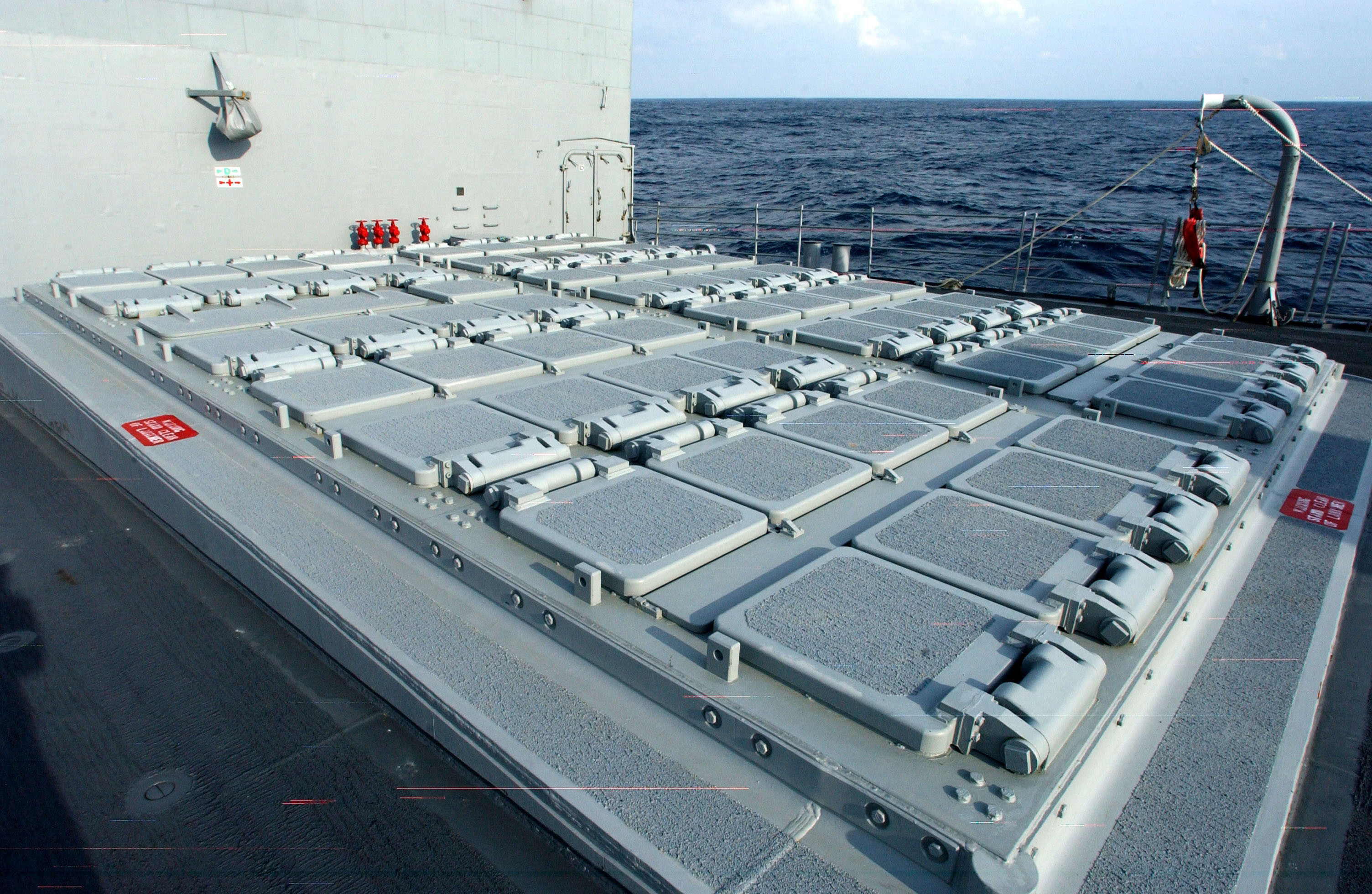
Vertikální vypouštěcí sila typu Mk 41

- Námořnictvo Spojených států amerických
  - Křižníky třídy Ticonderoga (22 ks, 5 dalších již bylo vyřazeno)
  - Torpédoborce třídy Arleigh Burke (66 ks, plánováno 82 ks)
  - Pozemní varianta Aegis Ashore Missile Defense System.

- Španělské námořnictvo
  - Fregaty třídy Álvaro de Bazán (5 ks)

- Japonské námořní síly sebeobrany
  - Torpédoborce třídy Kongó (4 ks)
  - Torpédoborce třídy Atago (2 ks)
  - Torpédoborce třídy Maja (2 ks)

- Norské královské námořnictvo
  - Fregaty třídy Fridtjof Nansen (5 ks)

- Námořnictvo Korejské republiky
  - Torpédoborce třídy Tchedžo Veliký (3 ks, 3 další objednány)

- Australské námořnictvo
  - Torpédoborce třídy Hobart (3 ks)
  - Fregaty třídy Hunter (9 ks plánováno)